# Ariel Franco
Ariel Horacio Franco (Morón, Buenos Aires, Argentina, 2 de junio de 1978) es un exfutbolista argentino. Surgido en River Plate. Habitualmente se desempeñó como defensor o mediocampista defensivo por derecha. Jugó para Gimnasia y Esgrima de La Plata, Banfield y Olimpo de Bahía Blanca, Club Atlético San Martín (San Juan), todos de Argentina, y para Deportivo Toluca de México.

## Club
| Club                 | País      | Año       |
| -------------------- | --------- | --------- |
| River Plate          | Argentina | 2000-2002 |
| Toluca               | México    | 2002-2003 |
| Banfield             | Argentina | 2003-2004 |
| Olimpo               | Argentina | 2004      |
| River Plate          | Argentina | 2005      |
| Gimnasia (LP)        | Argentina | 2005-2007 |
| San Martín (SJ)      | Argentina | 2007-2008 |
| Gimnasia (J)         | Argentina | 2008-2009 |
| Defensa y Justicia   | Argentina | 2009-2011 |
| Mutual U.T.A         | Argentina | 2014-2015 |
| S.A.T.S.A.I.D        | Argentina | 2015      |
| Fernando Cáceres F.C | Argentina | 2016      |

## Títulos
- Clausura 2002 con River Plate
- Apertura 2002 con Toluca

- Datos: Q5704037